# Raye-sur-Authie
Raye-sur-Authie is een gemeente in het Franse departement Pas-de-Calais (regio Hauts-de-France) en telt 239 inwoners (2005). Het plaatsje ligt aan de rivier de Authie in het Sept Vallee gebied. De plaats maakt deel uit van het arrondissement Montreuil.

## Geografie
De oppervlakte van Raye-sur-Authie bedraagt 5,9 km², de bevolkingsdichtheid is 40,5 inwoners per km².
De onderstaande kaart toont de ligging van Raye-sur-Authie met de belangrijkste infrastructuur en aangrenzende gemeenten.

## Demografie
Onderstaande figuur toont het verloop van het inwonertal (bron: INSEE-tellingen).